# Sofía Jiménez
María Sofía Jiménez (San Pedro de Jujuy, Jujuy; 23 de enero de 1991), más conocida como Sofía «Jujuy» Jiménez es una modelo, actriz, conductora argentina

## Biografía
Sofía nació el 23 de enero de 1991 en San Pedro de Jujuy, hija de Edi Jiménez, ingeniero agrónomo y Silvia Checa, abogada y tiene dos hermanas, una mayor llamada Inés y una menor llamada Pilar, a la edad de los 12 años se mudó con su familia a la capital de la provincia de Jujuy. Sofía Jiménez finalizó el nivel secundario en el año 2008, a los 17 años en el colegio Complejo Educativo José Hernández siendo la abanderada de este. En enero de 2009 viajó como estudiante de intercambio a la provincia de Ontario, Canadá, por medio del Rotary Club. Allí vivió en cuatro casas familiares distintas.En 2010, Sofía Jiménez decidió mudarse a Buenos Aires e inició sus estudios universitarios cursando el CBC de la carrera Comunicación social en la UBA (Universidad de Buenos Aires). Pero luego pasó a cursar la carrera en la UCES (Universidad de Ciencias Empresariales y Sociales). Ese mismo año, Sofía participó del certamen Miss Universo Argentina 2010 del cual resultó ser la primera princesa. En 2017, se recibió como licenciada en Comunicación social en la UCES.

## Carrera profesional
Jiménez comenzó su carrera como promotora realizando PNTs (publicidad no tradicional) en el programa Showmatch presentado por Marcelo Tinelli. En el año 2011, realizó un casting para el programa Sábado bus, el programa que conducía Nicolás Repetto por la pantalla de Telefe. Finalmente terminó siendo una de las elegida como una de las secretarias del programa. A fines de 2011, fue contratada por Gerardo Sofovich para integrar el elenco principal de la comedia Delicadamente inmoral que se llevó a cabo en Mar del Plata en el Teatro Provincial junto a Silvina Luna, Carna, Ana Acosta y Sebastián Almada. También pasó a formar parte de la academia de modelos Multitalent Agency S.A. que tiene como directores a Paul García Navarro, Willy García Navarro y Tomás Darcyl para la cual realizó numerosas producciones fotográficas y participando de desfiles.
A principios de 2012, Sofía recibió un llamado por parte de la productora Cuatro Cabezas, solicitándole trabajar con ellos en un nuevo proyecto, un programa de entretenimiento llamado Antes que sea tarde con Guillermo López como conductor y que se trasmitió por América TV.
En 2013, realizó la coconducción del programa Lo sabe, no lo sabe junto a Guillermo López que era emitido por América TV, el programa finalizó el 17 de octubre de 2014.
En 2014, Jiménez se incorporó al elenco del programa de radio Vacaciones Pagas transmitido por La 100 junto a Guillermo "El Pelado" López, en el rol de movilera siendo este su debut en la radio. Este trabajo lo realizó hasta finales del 2015.
En enero de 2016, Sofía es convocada junto a las modelos Solead Villarreal y Florencia Mascioli para ser las locutoras de Mañanas locas un programa dinámico con información general, entrevistas y música transmitido por Estudio Playa 98.1. En mayo de 2016, se confirmó que Jiménez integraría el nuevo panel de la novena edición del reality show Gran Hermano 2016: El debate conducido por Pamela David y emitido por la pantalla de América TV. Donde deberá opinar sobre las vivencias de los participantes en la casa.
En 2017, Sofía fue la conductora de su propio programa radial denominado Juju Morning transmitido por Estudio Playa 98.1, acompañada por Catalina Mielke y Alejo Lizzi, ambos Comunicadores Sociales, Mariano Perusso, humorista, periodista y locutor, y Fati Soares, locutora integral. Ese mismo año, se incorporó al equipo de periodistas especializados de Telenoche emitido por la señal de El trece, donde se encargó sobre un segmento de historias de vida infantiles denominado Grosos.
En 2018, es convocada por Telefe y Viacom junto al actor Mariano Martínez para la conducción del programa Primera cita, un reality show que sigue a dos personas en una citas a ciegas en un restaurante. Asimismo, protagonizó el vídeo musical «Voy a Amarte» de la banda argentina Los Nocheros junto al actor Rodrigo Raffetto y el «El Color de Tus Ojos» de la banda Agapornis junto a Stéfano De Gregorio. En abril del mismo año, se informó que debutaría en el cine con la película Badur Hogar (2019) en el papel de una novia a punto de casarse y que está dirigida por Rodrigo Moscoso.
Poco después, es contratada para participar del Bailando por un sueño, donde concursó junto a Maxi Buitrago, sin embargo, se convirtieron en la sexta pareja eliminada del certamen tras enfrentarse en el voto telefónico con Inés Stork Banquer, quien obtuvo el 42.11 % de los votos, mientras que Jiménez obtuvo el 39.60 %. Luego, es llamada por Turner International Argentina para realizar la conducción del docu.reality, Generación E, el cual se emitió por la pantalla de Cartoon Network y TNT Sports. Más tarde, es fichada por la empresa Dabope para integrar el elenco principal de la obra teatral Locos por Luisa en el Teatro Del Lago de Villa Carlos Paz.

## Vida personal
El 11 de septiembre de 2013, los rumores de una posible relación entre Sofía y el conductor Guillermo López fueron confirmados por el. Ambos fueron fotografiados juntos por la revista Gente durante un paseo agarrados de la mano. Sin embargo, el 13 de diciembre de 2017 anunció a través de un comunicado en Instagram que se habían separado.
A fines de julio de 2016, Jiménez se recibió en la universidad de Licenciada en Comunicación social, carrera que había iniciado en 2010 y finalizó en la UCES, facultad a la cual se había cambiado debido a sus compromisos laborales.
En julio de 2019, se confirma su relación con el tenista argentino Juan Martín del Potro

## Filmografía

### Cine
| Año  | Título      | Papel  | Notas |
| ---- | ----------- | ------ | ----- |
| 2019 | Badur Hogar | Noelia |       |

### Televisión
| Año       | Título                                      | Papel        | Notas                    |
| --------- | ------------------------------------------- | ------------ | ------------------------ |
| 2011      | Sábado bus                                  | Secretaria   |                          |
| 2012      | Antes que sea tarde                         | Personal     |                          |
| 2013-2014 | Lo sabe, no lo sabe                         | Coconductora |                          |
| 2016      | Gran Hermano 2016: El debate                | Panelista    |                          |
| 2017      | Telenoche                                   | Columnista   | Segmento: Genios         |
| 2018      | Primera cita                                | Coconductora |                          |
| 2018      | Showmatch: Bailando 2018                    | Participante | 6.ta eliminada           |
| 2019      | Generación E                                | Conductora   |                          |
| 2020      | Modo noche                                  | Conductora   |                          |
| 2021      | Informados de todo verano                   | Coconductora |                          |
| 2021      | Showmatch: La Academia                      | Participante | 11.ra eliminada          |
| 2022      | Los protectores                             | Jimena       | Episodio: «Boda argenta» |
| 2023      | The Challenge Argentina                     | Participante | 3.ra eliminada           |
| 2023      | The Challenge: World Championship           | Participante | 2.da eliminada           |
| 2023      | Premios Martín Fierro Digital               | Conductora   | Premiación anual         |
| 2023      | The Challenge: Batalla por un Nuevo Campeón | Participante | 3.ra eliminada           |

### Videos musicales
| Año  | Video                  | Papel           | Artista         |
| ---- | ---------------------- | --------------- | --------------- |
| 2018 | «Voy a amarte»         | Interés amoroso | Los Nocheros    |
| 2018 | «El color de tus ojos» | Interés amoroso | Agapornis       |
| 2020 | «Eres perfecta»        | Interés amoroso | Luciano Pereyra |

## Radio
| Año       | Título           | Rol      | Emisora            |
| --------- | ---------------- | -------- | ------------------ |
| 2014-2015 | Vacaciones Pagas | Movilera | La 100             |
| 2016      | Mañanas locas    | Locutora | Estudio Playa 98.1 |
| 2017      | Juju Morning     | Locutora | Estudio Playa 98.1 |
| 2017      | Ranking yenny    | Movilera | La 100             |

## Teatro
| Año       | Título                | Papel      | Lugar             |
| --------- | --------------------- | ---------- | ----------------- |
| 2012      | Delicadamente inmoral | Ella misma | Teatro Provincial |
| 2018-2019 | Locos por Luisa       | Sol        | Teatro Del Lago   |
| 2024      | Permitidos            | Zoe Guilar | Paseo La Plaza    |

## Premios y nominaciones
| Año  | Organización                  | Categoría                           | Trabajao        | Resultado | Ref(s) |
| ---- | ----------------------------- | ----------------------------------- | --------------- | --------- | ------ |
| 2018 | Premios Los Más Clickeados    | Famosos con más rating en internet  | Ella misma      | Ganadora  | [ 29 ] |
| 2019 | Premios VOS                   | Mejor elenco                        | Locos por Luisa | Nominada  | [ 30 ] |
| 2019 | Premios VOS                   | Mejor gran debut                    | Locos por Luisa | Nominada  | [ 30 ] |
| 2019 | Premios VOS                   | Mejor figura en redes               | Locos por Luisa | Nominada  | [ 30 ] |
| 2019 | Premios Carlos                | Revelación femenina de la temporada | Locos por Luisa | Ganadora  | [ 31 ] |
| 2024 | Premios Martín Fierro Digital | Lifestyle                           | Ella misma      | Nominada  | [ 32 ] |
| 2024 | Premios Martín Fierro Digital | Mejor instagramer                   | Ella misma      | Nominada  | [ 32 ] |